# Alexander Duncan-Thibault
Alexander Duncan-Thibault (* 4. Mai 1994 in Scarborough) ist ein kanadischer Volleyballspieler.

## Karriere
Duncan-Thibault begann seine Karriere an der E.S. Etienne Brule. Von 2012 bis 2017 studierte er an der York University in Toronto und spielte in der Universitätsmannschaft. Nach seinem Studium ging der Diagonalangreifer zum italienischen Erstligisten Biosi Indexa Sora. 2018 wurde er vom deutschen Bundesligisten TV Rottenburg verpflichtet.